# Arnau de Gurb

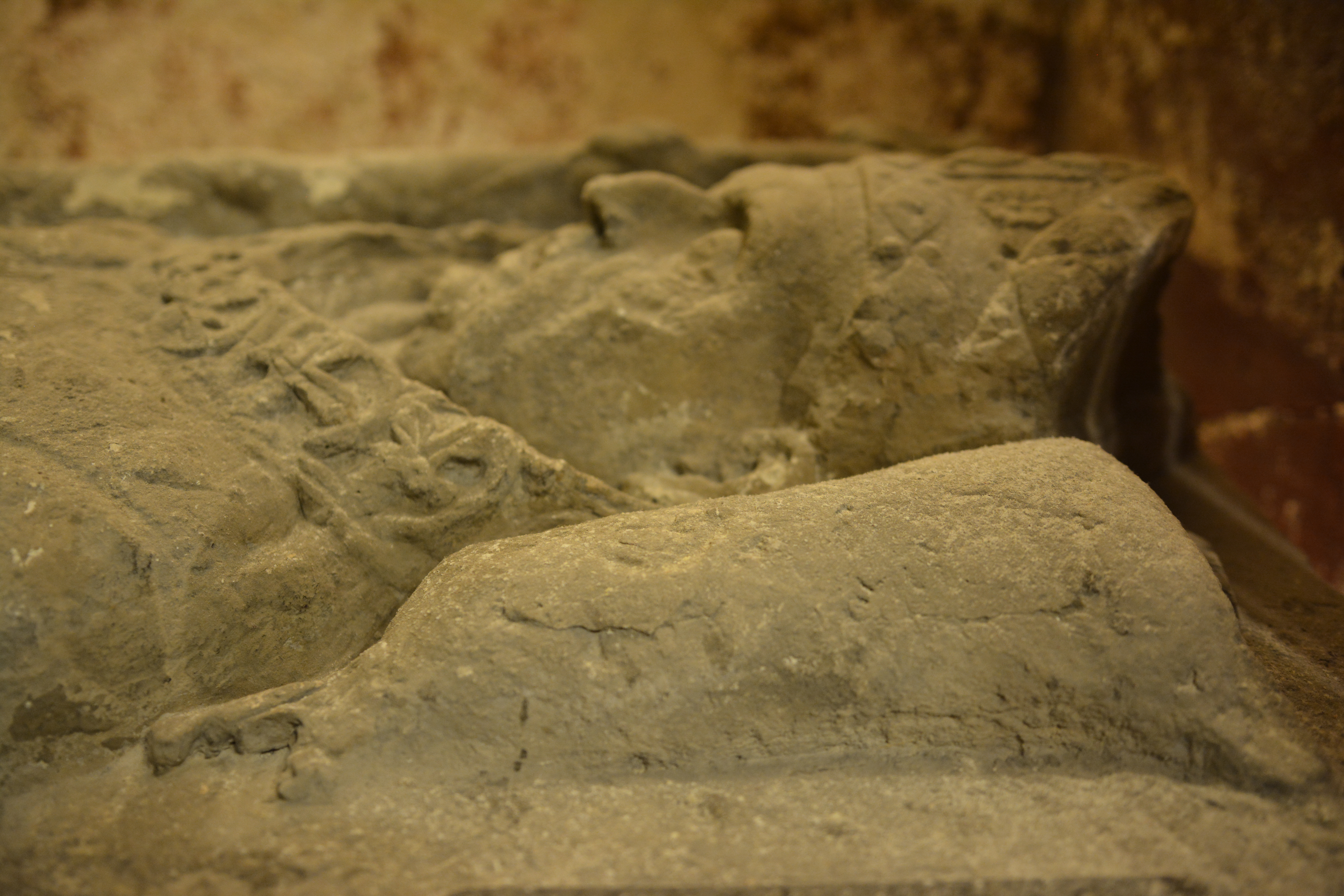
Sepulcro de Arnau de Gurb en la Catedral de Barcelona

Arnau de Gurb, obispo de Barcelona (1252-1284).
Antes había sido canónigo de la catedral de Vich siendo obispo Bernat Calvó y en el año 1248 era arcediano mayor de Barcelona. Amplió el palacio episcopal, si bien buena parte de las obras que se hicieron fueron destruidas por reformas posteriores, hizo construir la capilla de Santa Lucía, actualmente parte de la catedral y en aquel momento parte del palacio episcopal.
Con Jaime I, participó en la conquista del reino de Murcia y fue embajador en la corte de Francia. Tuvo mucha relación con san Raimundo de Peñafort y promovió el culto a la Inmaculada Concepción.
Su cuerpo está sepultado en un mausoleo de la Capilla de Santa Lucía en la Catedral de Barcelona.